# Honjo

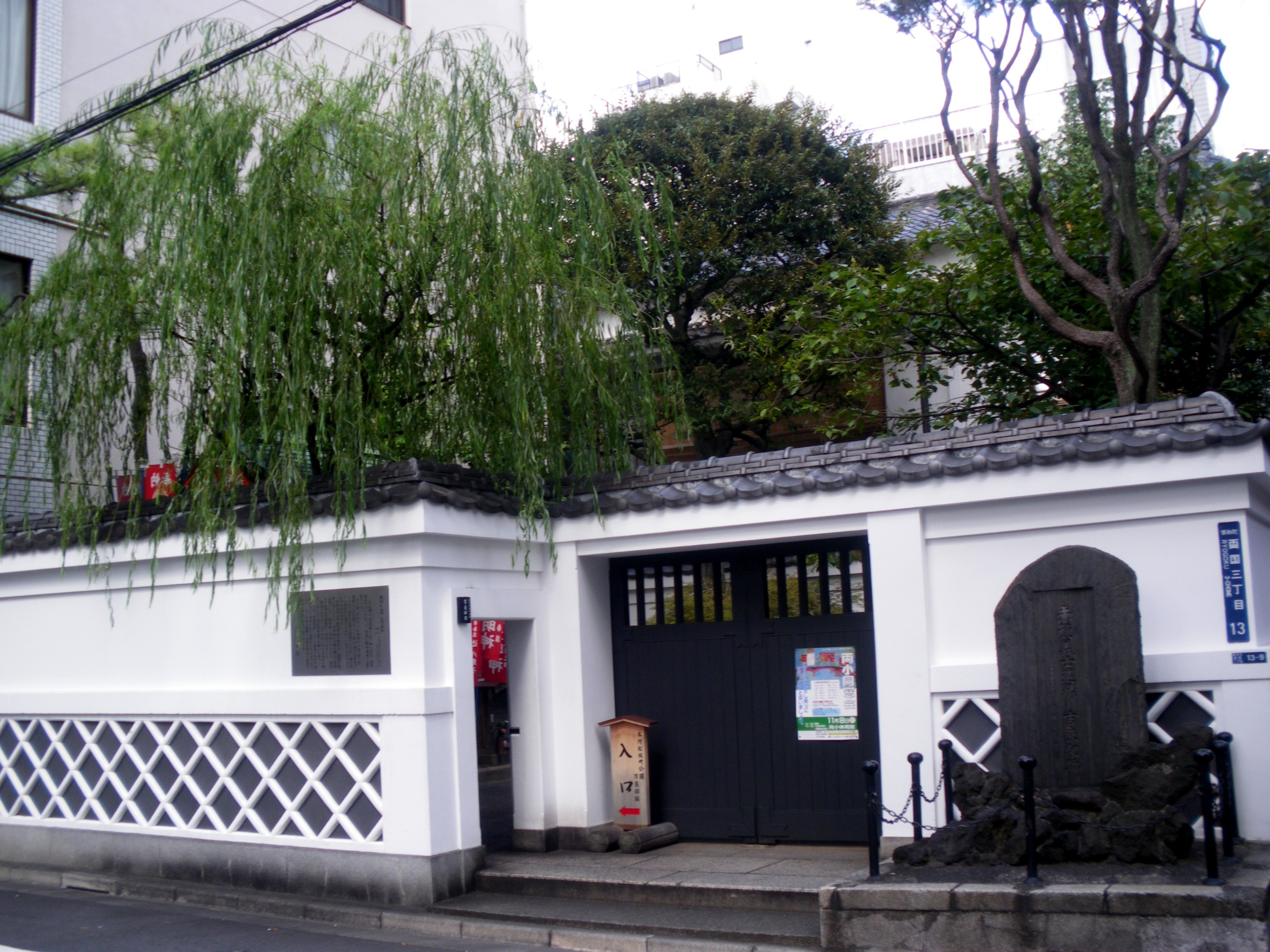
Parc Honjomatsuzakacho.

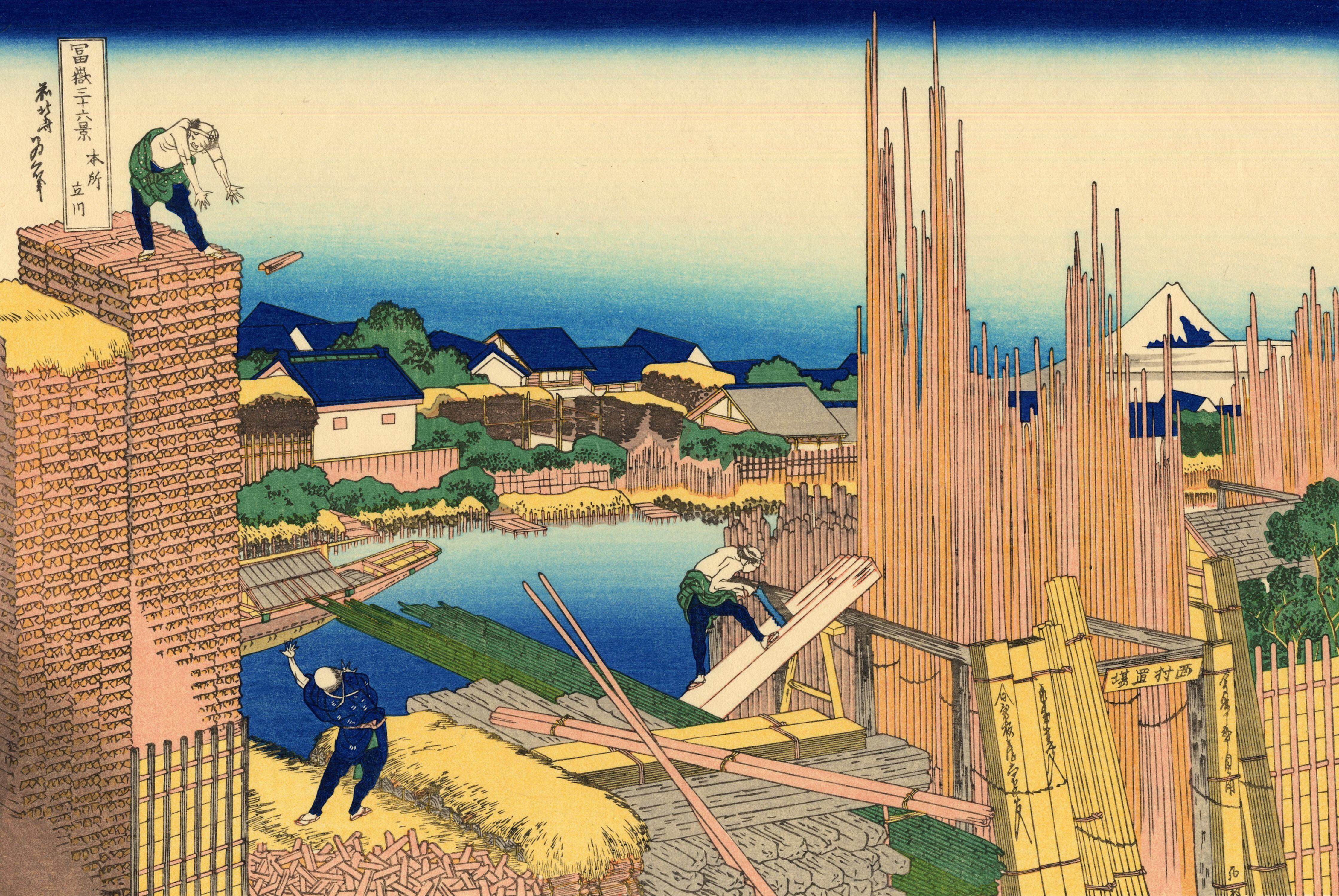
Hokusai

Cet article concerne le quartier de Tokyo. Pour la ville de la préfecture de Saitama, voir Honjō.
Honjo (本所) est un quartier de Tokyo dans l'arrondissement de Sumida-ku.

## Histoire
Le 1er septembre 1923, le quartier fut endommagé par le séisme de Kantō de 1923. Puis il fut détruit par les incendies subséquents. Vers 14 heures, un policier conduisit environ 40 000 personnes sur un petit terrain vacant. Un tourbillon de feu se forma à 14 h, fit trois tours du terrain, et tua toutes les personnes présentes. Cet événement tragique constitue le plus grand massacre de l'histoire du Japon.

## Lieux remarquables
- Parc Honjomatsuzakacho (本所松坂町公園, Honjomatsuzakachō kōen?)